# Maeda Toshinari
Hầu tước Maeda Toshinari (前田利為 Maeda Toshinari, Tiền Điền Lợi Vi) sinh ngày 5 tháng 6 năm 1885 và mất ngày 5 tháng 9 năm 1942, là một Đại tướng Lục quân Đế quốc Nhật Bản, chỉ huy đầu tiên của quân đội Nhật ở phía bắc đảo Borneo (Sarawak, Brunei, Labuan, và Bắc Borneo) trong Chiến tranh thế giới thứ hai.

## Tiểu sử
Maeda Toshinari là con trai thứ năm của Maeda Toshiaki, cha ông là một daimyo của chế độ cũ của miền Nanokaichi trong tỉnh Kozuke. Ông đã chính thức trở thành người thừa kế các chinh nhánh chính của gia tộc Maeda năm 1900. Ông trở thành người đứng đầu các nhà quý tộc và 16 người đứng đầu gia tộc Maeda vào ngày 13 tháng 6 năm 1900.
Như một truyền thống với người con trai của tầng lớp quý tộc Kazoku, ông phục vụ tại hạ viện Nhật Bản vào năm 1910, trong khi vẫn theo đuổi những khóa học quân sự của mình. Ông tốt nghiệp khóa 23 của Đại học Lục quân (Đế quốc Nhật Bản) năm 1911. Ông là một sinh viên xuất sắc, và được trao tặng Thanh kiếm của Hoàng đế vào ngày tốt nghiệp. Năm 1913, ông đã đi đến Đức để nghiên cứu thêm và từ đây ông tới nước Anh.
Ngày 7 tháng 8 năm 1923, ông chỉ huy một tiểu đoàn trong Trung đoàn 4 của Lực lượng Vệ binh Hoàng gia Nhật Bản. Từ ngày 26 tháng 7 năm 1927 tới ngày 1 tháng 8 năm 1930, ông là tùy viên quân sự tại Anh. Ông trở về Nhật vào năm 1930, chỉ huy Trung đoàn 2 thuộc lực lượng Vệ binh Hoàng gia Nhật Bản. Năm 1935, ông trở thành thành viên của Bộ Tổng tham mưu Lục quân Đế quốc Nhật Bản. Từ năm 1936 đến 1937, ông là giám đốc của trường Học viện Lục Quân. Và vào ngày 02 tháng 8 năm 1937 ông được thăng chức Trung tướng và chỉ huy Sư đoàn IJA8. Ngày 31 tháng 1 năm 1939, ông tạm ngưng mọi hoạt động, nhiệm vụ và được đặt trong danh sách dự phòng.
Tuy nhiên với sự khởi đầu của cuộc chiến tranh Thái Bình Dương, Maede đã được nhớ tới để phục vụ cho tổ quốc. Ông được giao lệnh chỉ huy lực lượng Nhật ở đảo Borneo từ ngày 6 tháng 4 năm 1942. Tháng 9 cùng năm, ông đã chết trong một vụ tai nạn máy bay bay đến đảo Labuan. Ông được truy trong quân hàm Đại tướng sau khi chết.
Nhà cũ của ông ở Meguro, Tokyo, được xây dựng vào năm 1929 vẫn còn tồn tại. Nó đã được trưng dụng bởi SCAP sau khi kết thúc chiến tranh kết thúc để làm nơi ở của Tướng Ennis Whitehead, một trong 5 Tư lệnh Không quân, và sau đó là Tướng Bunker Matthew Ridgway. Sau khi quân Mỹ rút, nó được trả lại cho chủ tịch thành phố Tokyo, và trở thành Bảo tàng Văn hóa Tokyo. Tương tự như vậy, dinh thự mùa hè của ông ở Kamakura xây dựng năm 1936 đã được sử dụng làm nơi ở mùa hè của Thủ tướng Nhật Bản Eisaku Sato, và sau đó tặng cho thành phố Kamakura để sử dụng làm Bảo tàng Văn học Kamakura.
Con gái của ông, Sakai Miiko (1926- 1999) trở thành một tác giả văn học, cô đã viết một số tác phẩm người thật-việc thật về Kazoku và lịch sử bi thảm của họ dưới thời kỳ Showa.